# Mesosa vitalisi
Mesosa vitalisi là một loài bọ cánh cứng trong họ Cerambycidae.